# 대전대동초등학교
대전대동초등학교는 대한민국 대전광역시 동구 대동에 있는 공립 초등학교이다.

## 학교 연혁
- 1968년 5월 31일 대전대동국민학교 설립인가
- 1968년 9월 25일 본관 24개 교실 준공
- 1968년 10월 2일 대전대동국민학교 개교
- 1986년 10월 30일 별관 18개 교실 창문 교체
- 2001년 1월 20일 현대화 시범시설 신축공사(32학급)
- 2001년 11월 25일 총동창회 발기
- 2014년 2월 14일 제45회 졸업식
- 2014년 3월 3일 25학급 편성(특수학급2포함)
- 2015년 2월 13일 제46회 졸업식
- 2015년 3월 2일 25학급 편성(특수학급2포함)
- 2017년 2월 17일 제48회 졸업식
- 2017년 3월 1일 24학급 편성(특수학급2포함)

## 학교 상징
- 우리 학교 꽃 - 개나리(서로 돕는 따뜻한 품성, 희망, 굳센 의지, 창의) : 따뜻한 봄날 샛노란 모습으로 새봄을 열어 주위를 밝혀 주는 것처럼 아름답고 사랑스러우며 창의적인 사람이 되라는 뜻이다.
- 우리 학교 나무 - 은행나무(건강, 무한한 발전, 정직, 희망) : 푸른 하늘 향해 힘차게 올라가는 기운 찬 모습과 해마다 많은 열매를 맺듯이 바르고 건강한 모습으로 꿋꿋하게 꿈을 키워가고 항상 정의롭게 봉사하는 대동인을 상징한다.

## 참고 자료
- 대전대동초등학교 - 한국교육학술정보원 학교알리미